# Élections générales néo-brunswickoises de 1925
L'élection générale néo-brunswickoise de 1925, aussi appelée la 36e élection générale, eut lieu le 10 août 1925 afin d'élire les membres de la 36e législature de l'Assemblée législative du Nouveau-Brunswick, au Canada.
Même si les partis politiques n'étaient pas encore reconnus par la loi, les 37 députés formant le gouvernement se déclarèrent conservateurs tandis que les 11 députés formant l'Opposition officielle se déclarèrent libéraux.